# Antal Szerb

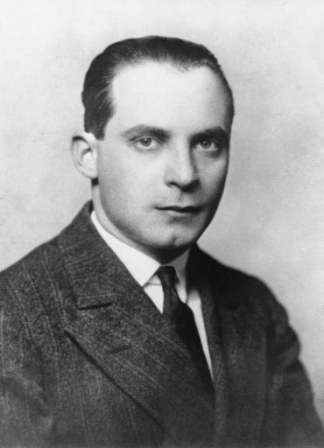
Antal Szerb (um 1930)

Antal Szerb [ˈɒntɒl sɛrb] (* 1. Mai 1901 in Budapest; † 27. Januar 1945 in Balf) war ein ungarischer Schriftsteller. Er schrieb auch unter dem Pseudonym A. H. Redcliff.

## Leben
Der Sohn eines jüdischen, zum Katholizismus konvertierten Kaufmanns studierte ab 1919 an der Universität Graz klassische und moderne Philologie und ab 1920 in Budapest Hungarologie, Germanistik und Anglistik. Er wurde 1924 über Ferenc Kölcsey promoviert. Von 1924 bis 1929 lebte er auf Studienreisen in Italien und Frankreich, 1930 in London. Er arbeitete als Lehrer für Ungarisch und Englisch, weil ihm wegen seiner jüdischen Abstammung eine Universitätskarriere verwehrt wurde. Erst 1937 konnte er sich an der Universität Szeged habilitieren und bis 1943 dort Vorlesungen halten, ehe er zum Arbeitsdienst eingezogen wurde und Lastkähne in Budapest entladen musste.
1944 wurde er mit anderen Budapester Juden zum Bau des Südostwalls nach Westen deportiert und am 27. Januar 1945 im Lager Balf in West-Ungarn von einem Aufseher erschlagen.
Szerbs literaturhistorische und kritische Essay-Werke „vereinen geistesgeschichtliche und soziologische Gesichtspunkte. Im Zentrum seiner Beobachtungen standen die psychologischen Momente des künstlerischen Schaffens.“

## Werke

### In Originalsprache
- Az angol irodalom kistükre, 1929 (englische Literatur)
- Cynthia, 1932
- A magyar irodalom története, 1934 (Geschichte der ungarischen Literatur)
- A Pendragon legenda, 1934
- Szerelem a palackban, 1935 (Liebe in der Flasche, Kurzgeschichten)
- Budapesti útikalauz marslakók számára, 1935 (Budapest für Marsmenschen)
- Utas és holdvilág, 1937
  - übersetzt als: Reise im Mondlicht; 1974 in Deutschland, zunächst unter dem Titel Der Wanderer und der Mond
- Die Suche nach dem Wunder: Umschau und Problematik in der modernen Romanliteratur, Amsterdam; Leipzig: Pantheon, 1938
- A világirodalom története, 1941 (Geschichte der Weltliteratur)
- Hetedik Olivér, 1943 (Oliver der VII., veröffentlicht unter dem Pseudonym A. H. Redcliff)
- A királyné nyaklánca, 1943 (Das Halsband der Königin)
- Száz vers, 1943/1944 (100 Gedichte)

### Deutsche Ausgaben
- Die Suche nach dem Wunder. Umschau und Problematik in der modernen Romanliteratur, Pantheon, Amsterdam und Leipzig 1938
- Marie Antoinette oder Die unbeglichene Schuld, übersetzt von Alexander Lenard, Goverts, Stuttgart 1966; Neuausgabe als Das Halsband der Königin, übersetzt von Alexander Lenard, überarbeitet von Ernö und Renate Zeltner, Deutscher Taschenbuch-Verlag, München 2005, ISBN 3-423-13365-1
- Die Pendragon-Legende, übersetzt von Henriette Schade-Engl, Corvina, Budapest 1966; Neuübersetzung Die Pendragon-Legende, übersetzt von Susanna Großmann-Vendrey, Deutscher Taschenbuch-Verlag, München 2004, ISBN 3-423-24425-9 (erschien 2005/2005 auch als Fortsetzungsroman in der Hannoverschen Allgemeinen Zeitung); Neuausgabe mit einem Nachwort von György Poszler, Deutscher Taschenbuch-Verlag, München 2008, ISBN 978-3-423-13712-6
- Ex. Lustspiel in drei Akten, übersetzt von Marian von Keresztury, Molden, Wien 1967
- Oliver VII., übersetzt von Ita Szent-Iványi, Illustrationen von Rudolf Peschel, Eulenspiegel, Berlin (Ost) 1972; ungekürzte und überarbeitete Neuausgabe, Deutscher Taschenbuch-Verlag, München 2006, ISBN 978-3-423-13474-3
- Der Wanderer und der Mond, übersetzt von Irene Kolbe, Corvina, Budapest 1975; Neuübersetzung als Reise im Mondlicht, Roman, übersetzt von Christina Viragh, mit einem Nachwort von Péter Esterházy, Deutscher Taschenbuch-Verlag, München 2003, ISBN 3-423-24370-8[2]

- Ungarische Literaturgeschichte, 2 Bände, Franciscan Fathers, Youngstown/Ohio 1975
- In der Bibliothek, Erzählungen, ausgewählt und herausgegeben von György Poszler, übersetzt von Timea Tankó, Deutscher Taschenbuch-Verlag, München 2006, ISBN 978-3-423-24562-3
- Gedanken in der Bibliothek. Essays über die Literaturen Europas, übersetzt von András Horn, Schwabe, Basel 2011, ISBN 978-3-7965-2715-9
- Geschichte der Weltliteratur, übersetzt von András Horn, Schwabe, Basel 2016, ISBN 978-3-7965-3370-9